# Lista di asteroidi (294001-295000)
Di seguito una lista di asteroidi dal numero 294001 al 295000 con data di scoperta e scopritore.

## 294001-294100
| Nome     | Designazione provvisoria | Data di scoperta | Scopritore        |
| -------- | ------------------------ | ---------------- | ----------------- |
| 294001 - | 2007 TM87                | 8 ottobre 2007   | Mt. Lemmon Survey |
| 294002 - | 2007 TR88                | 8 ottobre 2007   | Spacewatch        |
| 294003 - | 2007 TN89                | 17 aprile 1996   | Spacewatch        |
| 294004 - | 2007 TE93                | 6 ottobre 2007   | Spacewatch        |
| 294005 - | 2007 TO94                | 7 ottobre 2007   | CSS               |
| 294006 - | 2007 TD95                | 7 ottobre 2007   | CSS               |
| 294007 - | 2007 TL95                | 7 ottobre 2007   | CSS               |
| 294008 - | 2007 TN95                | 7 ottobre 2007   | CSS               |
| 294009 - | 2007 TV95                | 7 ottobre 2007   | Spacewatch        |
| 294010 - | 2007 TW95                | 7 ottobre 2007   | Spacewatch        |
| 294011 - | 2007 TQ99                | 8 ottobre 2007   | Mt. Lemmon Survey |
| 294012 - | 2007 TC100               | 8 ottobre 2007   | Mt. Lemmon Survey |
| 294013 - | 2007 TE100               | 8 ottobre 2007   | Mt. Lemmon Survey |
| 294014 - | 2007 TV102               | 8 ottobre 2007   | Mt. Lemmon Survey |
| 294015 - | 2007 TG103               | 8 ottobre 2007   | Mt. Lemmon Survey |
| 294016 - | 2007 TZ108               | 7 ottobre 2007   | CSS               |
| 294017 - | 2007 TK109               | 7 ottobre 2007   | CSS               |
| 294018 - | 2007 TX111               | 8 ottobre 2007   | CSS               |
| 294019 - | 2007 TY112               | 8 ottobre 2007   | CSS               |
| 294020 - | 2007 TN113               | 8 ottobre 2007   | LONEOS            |
| 294021 - | 2007 TQ114               | 8 ottobre 2007   | CSS               |
| 294022 - | 2007 TT121               | 6 ottobre 2007   | Spacewatch        |
| 294023 - | 2007 TU121               | 6 ottobre 2007   | Spacewatch        |
| 294024 - | 2007 TK122               | 6 ottobre 2007   | Spacewatch        |
| 294025 - | 2007 TH123               | 6 ottobre 2007   | Spacewatch        |
| 294026 - | 2007 TD124               | 6 ottobre 2007   | Spacewatch        |
| 294027 - | 2007 TR124               | 6 ottobre 2007   | Spacewatch        |
| 294028 - | 2007 TT125               | 6 ottobre 2007   | Spacewatch        |
| 294029 - | 2007 TO126               | 6 ottobre 2007   | Spacewatch        |
| 294030 - | 2007 TF127               | 6 ottobre 2007   | Spacewatch        |
| 294031 - | 2007 TY127               | 6 ottobre 2007   | Spacewatch        |
| 294032 - | 2007 TG128               | 6 ottobre 2007   | Spacewatch        |
| 294033 - | 2007 TZ128               | 6 ottobre 2007   | Spacewatch        |
| 294034 - | 2007 TE129               | 6 ottobre 2007   | Spacewatch        |
| 294035 - | 2007 TY129               | 6 ottobre 2007   | Spacewatch        |
| 294036 - | 2007 TP130               | 7 ottobre 2007   | Spacewatch        |
| 294037 - | 2007 TH131               | 7 ottobre 2007   | Mt. Lemmon Survey |
| 294038 - | 2007 TP131               | 7 ottobre 2007   | Mt. Lemmon Survey |
| 294039 - | 2007 TW131               | 7 ottobre 2007   | Mt. Lemmon Survey |
| 294040 - | 2007 TH132               | 7 ottobre 2007   | Mt. Lemmon Survey |
| 294041 - | 2007 TN133               | 7 ottobre 2007   | Mt. Lemmon Survey |
| 294042 - | 2007 TF135               | 8 ottobre 2007   | Spacewatch        |
| 294043 - | 2007 TT135               | 8 ottobre 2007   | Spacewatch        |
| 294044 - | 2007 TP138               | 9 ottobre 2007   | CSS               |
| 294045 - | 2007 TN140               | 9 ottobre 2007   | Mt. Lemmon Survey |
| 294046 - | 2007 TU140               | 9 ottobre 2007   | Mt. Lemmon Survey |
| 294047 - | 2007 TY142               | 15 ottobre 2007  | Chante-Perdrix    |
| 294048 - | 2007 TZ146               | 6 ottobre 2007   | LINEAR            |
| 294049 - | 2007 TC148               | 7 ottobre 2007   | LINEAR            |
| 294050 - | 2007 TX150               | 9 ottobre 2007   | LINEAR            |
| 294051 - | 2007 TO151               | 9 ottobre 2007   | LINEAR            |
| 294052 - | 2007 TN152               | 9 ottobre 2007   | LINEAR            |
| 294053 - | 2007 TU153               | 9 ottobre 2007   | LINEAR            |
| 294054 - | 2007 TW154               | 9 ottobre 2007   | LINEAR            |
| 294055 - | 2007 TF155               | 9 ottobre 2007   | LINEAR            |
| 294056 - | 2007 TV155               | 9 ottobre 2007   | LINEAR            |
| 294057 - | 2007 TA156               | 9 ottobre 2007   | LINEAR            |
| 294058 - | 2007 TE156               | 9 ottobre 2007   | LINEAR            |
| 294059 - | 2007 TP157               | 9 ottobre 2007   | LINEAR            |
| 294060 - | 2007 TY158               | 9 ottobre 2007   | LINEAR            |
| 294061 - | 2007 TM164               | 11 ottobre 2007  | LINEAR            |
| 294062 - | 2007 TX165               | 11 ottobre 2007  | LINEAR            |
| 294063 - | 2007 TM168               | 12 ottobre 2007  | LINEAR            |
| 294064 - | 2007 TF169               | 12 ottobre 2007  | LINEAR            |
| 294065 - | 2007 TU169               | 12 ottobre 2007  | LINEAR            |
| 294066 - | 2007 TX169               | 12 ottobre 2007  | LINEAR            |
| 294067 - | 2007 TK170               | 12 ottobre 2007  | LINEAR            |
| 294068 - | 2007 TR173               | 4 ottobre 2007   | Spacewatch        |
| 294069 - | 2007 TA176               | 5 ottobre 2007   | Spacewatch        |
| 294070 - | 2007 TW176               | 6 ottobre 2007   | Spacewatch        |
| 294071 - | 2007 TK177               | 6 ottobre 2007   | Spacewatch        |
| 294072 - | 2007 TN177               | 6 ottobre 2007   | Spacewatch        |
| 294073 - | 2007 TB180               | 7 ottobre 2007   | Mt. Lemmon Survey |
| 294074 - | 2007 TE180               | 7 ottobre 2007   | Spacewatch        |
| 294075 - | 2007 TN180               | 8 ottobre 2007   | Mt. Lemmon Survey |
| 294076 - | 2007 TW180               | 8 ottobre 2007   | LONEOS            |
| 294077 - | 2007 TZ184               | 13 ottobre 2007  | Gierlinger, R.    |
| 294078 - | 2007 TV185               | 13 ottobre 2007  | LINEAR            |
| 294079 - | 2007 TM186               | 13 ottobre 2007  | LINEAR            |
| 294080 - | 2007 TT187               | 14 ottobre 2007  | LINEAR            |
| 294081 - | 2007 TK189               | 4 ottobre 2007   | Mt. Lemmon Survey |
| 294082 - | 2007 TZ191               | 7 giugno 2002    | NEAT              |
| 294083 - | 2007 TC193               | 6 ottobre 2007   | Spacewatch        |
| 294084 - | 2007 TO195               | 7 ottobre 2007   | Mt. Lemmon Survey |
| 294085 - | 2007 TZ197               | 8 ottobre 2007   | Spacewatch        |
| 294086 - | 2007 TU200               | 8 ottobre 2007   | Spacewatch        |
| 294087 - | 2007 TX204               | 8 ottobre 2007   | Mt. Lemmon Survey |
| 294088 - | 2007 TR205               | 9 ottobre 2007   | Mt. Lemmon Survey |
| 294089 - | 2007 TP211               | 7 ottobre 2007   | Spacewatch        |
| 294090 - | 2007 TY212               | 7 ottobre 2007   | Spacewatch        |
| 294091 - | 2007 TE213               | 7 ottobre 2007   | Spacewatch        |
| 294092 - | 2007 TR213               | 7 ottobre 2007   | Spacewatch        |
| 294093 - | 2007 TJ216               | 7 ottobre 2007   | Spacewatch        |
| 294094 - | 2007 TF217               | 7 ottobre 2007   | Spacewatch        |
| 294095 - | 2007 TR217               | 7 ottobre 2007   | Spacewatch        |
| 294096 - | 2007 TV217               | 7 ottobre 2007   | Spacewatch        |
| 294097 - | 2007 TQ218               | 7 ottobre 2007   | Spacewatch        |
| 294098 - | 2007 TD225               | 11 ottobre 2007  | Mt. Lemmon Survey |
| 294099 - | 2007 TO226               | 8 ottobre 2007   | Spacewatch        |
| 294100 - | 2007 TR226               | 8 ottobre 2007   | Spacewatch        |

## 294101-294200
| Nome     | Designazione provvisoria | Data di scoperta | Scopritore        |
| -------- | ------------------------ | ---------------- | ----------------- |
| 294101 - | 2007 TG227               | 8 ottobre 2007   | Spacewatch        |
| 294102 - | 2007 TZ227               | 8 ottobre 2007   | Spacewatch        |
| 294103 - | 2007 TC230               | 8 ottobre 2007   | Mt. Lemmon Survey |
| 294104 - | 2007 TA231               | 8 ottobre 2007   | Spacewatch        |
| 294105 - | 2007 TF231               | 8 ottobre 2007   | Spacewatch        |
| 294106 - | 2007 TR231               | 8 ottobre 2007   | Spacewatch        |
| 294107 - | 2007 TP232               | 8 ottobre 2007   | Spacewatch        |
| 294108 - | 2007 TB233               | 8 ottobre 2007   | Spacewatch        |
| 294109 - | 2007 TD233               | 8 ottobre 2007   | Spacewatch        |
| 294110 - | 2007 TR233               | 8 ottobre 2007   | Spacewatch        |
| 294111 - | 2007 TP234               | 8 ottobre 2007   | Spacewatch        |
| 294112 - | 2007 TJ235               | 9 ottobre 2007   | Spacewatch        |
| 294113 - | 2007 TL237               | 9 ottobre 2007   | Mt. Lemmon Survey |
| 294114 - | 2007 TQ237               | 9 ottobre 2007   | Mt. Lemmon Survey |
| 294115 - | 2007 TL241               | 7 ottobre 2007   | Mt. Lemmon Survey |
| 294116 - | 2007 TB244               | 8 ottobre 2007   | CSS               |
| 294117 - | 2007 TU246               | 9 ottobre 2007   | CSS               |
| 294118 - | 2007 TW246               | 9 ottobre 2007   | CSS               |
| 294119 - | 2007 TS250               | 11 ottobre 2007  | Mt. Lemmon Survey |
| 294120 - | 2007 TC253               | 8 ottobre 2007   | Mt. Lemmon Survey |
| 294121 - | 2007 TZ259               | 10 ottobre 2007  | Mt. Lemmon Survey |
| 294122 - | 2007 TH261               | 10 ottobre 2007  | Spacewatch        |
| 294123 - | 2007 TL264               | 11 ottobre 2007  | Spacewatch        |
| 294124 - | 2007 TR266               | 9 ottobre 2007   | Spacewatch        |
| 294125 - | 2007 TY267               | 9 ottobre 2007   | Spacewatch        |
| 294126 - | 2007 TB268               | 9 ottobre 2007   | Spacewatch        |
| 294127 - | 2007 TL268               | 9 ottobre 2007   | Spacewatch        |
| 294128 - | 2007 TR270               | 9 ottobre 2007   | Spacewatch        |
| 294129 - | 2007 TZ271               | 9 ottobre 2007   | Spacewatch        |
| 294130 - | 2007 TU272               | 9 ottobre 2007   | Spacewatch        |
| 294131 - | 2007 TF274               | 11 ottobre 2007  | Spacewatch        |
| 294132 - | 2007 TQ274               | 11 ottobre 2007  | Spacewatch        |
| 294133 - | 2007 TH277               | 11 ottobre 2007  | Mt. Lemmon Survey |
| 294134 - | 2007 TS282               | 8 ottobre 2007   | Mt. Lemmon Survey |
| 294135 - | 2007 TO289               | 12 ottobre 2007  | Mt. Lemmon Survey |
| 294136 - | 2007 TU289               | 12 ottobre 2007  | CSS               |
| 294137 - | 2007 TA291               | 13 ottobre 2007  | Mt. Lemmon Survey |
| 294138 - | 2007 TA294               | 9 ottobre 2007   | Mt. Lemmon Survey |
| 294139 - | 2007 TL301               | 12 ottobre 2007  | Spacewatch        |
| 294140 - | 2007 TN301               | 12 ottobre 2007  | Spacewatch        |
| 294141 - | 2007 TM302               | 12 ottobre 2007  | Spacewatch        |
| 294142 - | 2007 TT303               | 12 ottobre 2007  | LONEOS            |
| 294143 - | 2007 TA311               | 11 ottobre 2007  | Spacewatch        |
| 294144 - | 2007 TC313               | 11 ottobre 2007  | Mt. Lemmon Survey |
| 294145 - | 2007 TY314               | 12 ottobre 2007  | Spacewatch        |
| 294146 - | 2007 TF317               | 12 ottobre 2007  | Spacewatch        |
| 294147 - | 2007 TL317               | 12 ottobre 2007  | Spacewatch        |
| 294148 - | 2007 TR318               | 12 ottobre 2007  | Spacewatch        |
| 294149 - | 2007 TQ321               | 14 ottobre 2007  | Mt. Lemmon Survey |
| 294150 - | 2007 TY327               | 11 ottobre 2007  | Spacewatch        |
| 294151 - | 2007 TA328               | 11 ottobre 2007  | Spacewatch        |
| 294152 - | 2007 TR331               | 11 ottobre 2007  | Spacewatch        |
| 294153 - | 2007 TB334               | 11 ottobre 2007  | Spacewatch        |
| 294154 - | 2007 TS334               | 11 ottobre 2007  | Spacewatch        |
| 294155 - | 2007 TX335               | 12 ottobre 2007  | Spacewatch        |
| 294156 - | 2007 TH337               | 13 ottobre 2007  | CSS               |
| 294157 - | 2007 TO339               | 8 ottobre 2007   | Mt. Lemmon Survey |
| 294158 - | 2007 TQ350               | 14 ottobre 2007  | Mt. Lemmon Survey |
| 294159 - | 2007 TS352               | 14 ottobre 2007  | Mt. Lemmon Survey |
| 294160 - | 2007 TP357               | 13 ottobre 2007  | Spacewatch        |
| 294161 - | 2007 TQ357               | 13 ottobre 2007  | Spacewatch        |
| 294162 - | 2007 TV358               | 14 ottobre 2007  | Mt. Lemmon Survey |
| 294163 - | 2007 TE364               | 14 ottobre 2007  | Mt. Lemmon Survey |
| 294164 - | 2007 TT365               | 9 ottobre 2007   | Mt. Lemmon Survey |
| 294165 - | 2007 TH369               | 11 ottobre 2007  | Spacewatch        |
| 294166 - | 2007 TL369               | 11 ottobre 2007  | Mt. Lemmon Survey |
| 294167 - | 2007 TV369               | 12 ottobre 2007  | CSS               |
| 294168 - | 2007 TY369               | 12 ottobre 2007  | Tucker, R. A.     |
| 294169 - | 2007 TD374               | 14 ottobre 2007  | Mt. Lemmon Survey |
| 294170 - | 2007 TX376               | 11 ottobre 2007  | CSS               |
| 294171 - | 2007 TL381               | 14 ottobre 2007  | Spacewatch        |
| 294172 - | 2007 TA387               | 12 ottobre 2007  | Spacewatch        |
| 294173 - | 2007 TJ387               | 13 ottobre 2007  | Spacewatch        |
| 294174 - | 2007 TC388               | 13 ottobre 2007  | Mt. Lemmon Survey |
| 294175 - | 2007 TU388               | 13 ottobre 2007  | CSS               |
| 294176 - | 2007 TW389               | 13 ottobre 2007  | Spacewatch        |
| 294177 - | 2007 TY390               | 14 ottobre 2007  | Mt. Lemmon Survey |
| 294178 - | 2007 TG391               | 15 ottobre 2007  | Spacewatch        |
| 294179 - | 2007 TC392               | 15 ottobre 2007  | CSS               |
| 294180 - | 2007 TP392               | 15 ottobre 2007  | CSS               |
| 294181 - | 2007 TA395               | 15 ottobre 2007  | Spacewatch        |
| 294182 - | 2007 TJ398               | 15 ottobre 2007  | Mt. Lemmon Survey |
| 294183 - | 2007 TV398               | 15 ottobre 2007  | Spacewatch        |
| 294184 - | 2007 TV399               | 15 ottobre 2007  | Spacewatch        |
| 294185 - | 2007 TB401               | 14 ottobre 2007  | Mt. Lemmon Survey |
| 294186 - | 2007 TD401               | 14 ottobre 2007  | Mt. Lemmon Survey |
| 294187 - | 2007 TQ403               | 15 ottobre 2007  | Spacewatch        |
| 294188 - | 2007 TV406               | 15 ottobre 2007  | CSS               |
| 294189 - | 2007 TR410               | 14 ottobre 2007  | CSS               |
| 294190 - | 2007 TS411               | 14 ottobre 2007  | CSS               |
| 294191 - | 2007 TD412               | 14 ottobre 2007  | CSS               |
| 294192 - | 2007 TK413               | 15 ottobre 2007  | LONEOS            |
| 294193 - | 2007 TQ414               | 15 ottobre 2007  | CSS               |
| 294194 - | 2007 TO418               | 7 ottobre 2007   | Spacewatch        |
| 294195 - | 2007 TV418               | 8 ottobre 2007   | Mt. Lemmon Survey |
| 294196 - | 2007 TJ419               | 12 ottobre 2007  | Mt. Lemmon Survey |
| 294197 - | 2007 TM421               | 12 ottobre 2007  | CSS               |
| 294198 - | 2007 TO421               | 12 ottobre 2007  | CSS               |
| 294199 - | 2007 TA422               | 15 ottobre 2007  | CSS               |
| 294200 - | 2007 TA427               | 9 ottobre 2007   | Spacewatch        |

## 294201-294300
| Nome               | Designazione provvisoria | Data di scoperta | Scopritore        |
| ------------------ | ------------------------ | ---------------- | ----------------- |
| 294201 -           | 2007 TO429               | 12 ottobre 2007  | Spacewatch        |
| 294202 -           | 2007 TB430               | 11 ottobre 2007  | Spacewatch        |
| 294203 -           | 2007 TQ430               | 13 ottobre 2007  | Spacewatch        |
| 294204 -           | 2007 TS430               | 14 ottobre 2007  | Mt. Lemmon Survey |
| 294205 -           | 2007 TT430               | 14 ottobre 2007  | Mt. Lemmon Survey |
| 294206 -           | 2007 TA435               | 4 ottobre 2007   | Mt. Lemmon Survey |
| 294207 -           | 2007 TL435               | 12 ottobre 2007  | Mt. Lemmon Survey |
| 294208 -           | 2007 TC436               | 15 ottobre 2007  | Mt. Lemmon Survey |
| 294209 -           | 2007 TM448               | 8 ottobre 2007   | CSS               |
| 294210 -           | 2007 UA                  | 16 ottobre 2007  | Lowe, A.          |
| 294211 -           | 2007 UY                  | 16 ottobre 2007  | Yeung, W. K. Y.   |
| 294212 -           | 2007 UG2                 | 18 ottobre 2007  | Lowe, A.          |
| 294213 -           | 2007 US2                 | 18 ottobre 2007  | Yeung, W. K. Y.   |
| 294214 -           | 2007 UC3                 | 16 ottobre 2007  | Yeung, W. K. Y.   |
| 294215 -           | 2007 UK3                 | 18 ottobre 2007  | Healy, D.         |
| 294216 -           | 2007 UM4                 | 16 ottobre 2007  | BATTeRS           |
| 294217 -           | 2007 UL6                 | 20 ottobre 2007  | Teamo, N.         |
| 294218 -           | 2007 UR6                 | 19 ottobre 2007  | LINEAR            |
| 294219 -           | 2007 UN9                 | 17 ottobre 2007  | LONEOS            |
| 294220 -           | 2007 US10                | 18 ottobre 2007  | LONEOS            |
| 294221 -           | 2007 UU10                | 18 ottobre 2007  | LONEOS            |
| 294222 -           | 2007 UL14                | 16 ottobre 2007  | CSS               |
| 294223 -           | 2007 UE18                | 17 ottobre 2007  | LONEOS            |
| 294224 -           | 2007 UK18                | 17 ottobre 2007  | LONEOS            |
| 294225 -           | 2007 UY20                | 16 ottobre 2007  | Spacewatch        |
| 294226 -           | 2007 UZ20                | 16 ottobre 2007  | Spacewatch        |
| 294227 -           | 2007 UN21                | 16 ottobre 2007  | Spacewatch        |
| 294228 -           | 2007 US24                | 16 ottobre 2007  | Spacewatch        |
| 294229 -           | 2007 UZ25                | 16 ottobre 2007  | Spacewatch        |
| 294230 -           | 2007 UK27                | 16 ottobre 2007  | Mt. Lemmon Survey |
| 294231 -           | 2007 UU28                | 17 ottobre 2007  | LONEOS            |
| 294232 -           | 2007 UZ28                | 18 ottobre 2007  | Spacewatch        |
| 294233 -           | 2007 UL29                | 18 ottobre 2007  | Spacewatch        |
| 294234 -           | 2007 UC34                | 17 ottobre 2007  | LONEOS            |
| 294235 -           | 2007 UJ36                | 19 ottobre 2007  | Spacewatch        |
| 294236 -           | 2007 UM37                | 19 ottobre 2007  | CSS               |
| 294237 -           | 2007 UZ37                | 19 ottobre 2007  | Spacewatch        |
| 294238 -           | 2007 UB38                | 19 ottobre 2007  | Spacewatch        |
| 294239 -           | 2007 UV38                | 20 ottobre 2007  | CSS               |
| 294240 -           | 2007 UN40                | 16 ottobre 2007  | Spacewatch        |
| 294241 -           | 2007 UB41                | 16 ottobre 2007  | Spacewatch        |
| 294242 -           | 2007 UM42                | 16 ottobre 2007  | Mt. Lemmon Survey |
| 294243 -           | 2007 UC46                | 20 ottobre 2007  | CSS               |
| 294244 -           | 2007 UT48                | 20 ottobre 2007  | Mt. Lemmon Survey |
| 294245 -           | 2007 UL52                | 24 ottobre 2007  | Mt. Lemmon Survey |
| 294246 -           | 2007 UR52                | 24 ottobre 2007  | Mt. Lemmon Survey |
| 294247 -           | 2007 UV56                | 30 ottobre 2007  | Mt. Lemmon Survey |
| 294248 -           | 2007 UT58                | 30 ottobre 2007  | Mt. Lemmon Survey |
| 294249 -           | 2007 UW59                | 30 ottobre 2007  | Mt. Lemmon Survey |
| 294250 -           | 2007 UK65                | 31 ottobre 2007  | Mt. Lemmon Survey |
| 294251 -           | 2007 UY65                | 31 ottobre 2007  | Spacewatch        |
| 294252 -           | 2007 UD68                | 30 ottobre 2007  | CSS               |
| 294253 -           | 2007 UG71                | 30 ottobre 2007  | Mt. Lemmon Survey |
| 294254 -           | 2007 UP71                | 30 ottobre 2007  | CSS               |
| 294255 -           | 2007 UU71                | 30 ottobre 2007  | Mt. Lemmon Survey |
| 294256 -           | 2007 UT76                | 31 ottobre 2007  | Mt. Lemmon Survey |
| 294257 -           | 2007 UV76                | 31 ottobre 2007  | Mt. Lemmon Survey |
| 294258 -           | 2007 UR80                | 31 ottobre 2007  | Mt. Lemmon Survey |
| 294259 -           | 2007 US81                | 30 ottobre 2007  | Spacewatch        |
| 294260 -           | 2007 UG82                | 30 ottobre 2007  | Spacewatch        |
| 294261 -           | 2007 UG85                | 30 ottobre 2007  | Spacewatch        |
| 294262 -           | 2007 UT85                | 30 ottobre 2007  | Spacewatch        |
| 294263 -           | 2007 UO87                | 30 ottobre 2007  | Spacewatch        |
| 294264 -           | 2007 UH88                | 30 ottobre 2007  | Spacewatch        |
| 294265 -           | 2007 UQ94                | 31 ottobre 2007  | Mt. Lemmon Survey |
| 294266 -           | 2007 UN95                | 31 ottobre 2007  | Mt. Lemmon Survey |
| 294267 -           | 2007 UX95                | 30 ottobre 2007  | Mt. Lemmon Survey |
| 294268 -           | 2007 UY95                | 30 ottobre 2007  | Mt. Lemmon Survey |
| 294269 -           | 2007 UM98                | 30 ottobre 2007  | Spacewatch        |
| 294270 -           | 2007 UT99                | 30 ottobre 2007  | Spacewatch        |
| 294271 -           | 2007 UQ100               | 30 ottobre 2007  | Spacewatch        |
| 294272 -           | 2007 UM101               | 30 ottobre 2007  | Spacewatch        |
| 294273 -           | 2007 UJ102               | 30 ottobre 2007  | Spacewatch        |
| 294274 -           | 2007 UX102               | 30 ottobre 2007  | Mt. Lemmon Survey |
| 294275 -           | 2007 UJ103               | 30 ottobre 2007  | Mt. Lemmon Survey |
| 294276 -           | 2007 UV103               | 30 ottobre 2007  | Spacewatch        |
| 294277 -           | 2007 UD104               | 30 ottobre 2007  | Spacewatch        |
| 294278 -           | 2007 UP105               | 30 ottobre 2007  | Spacewatch        |
| 294279 -           | 2007 UF106               | 31 ottobre 2007  | Mt. Lemmon Survey |
| 294280 -           | 2007 US106               | 31 ottobre 2007  | Mt. Lemmon Survey |
| 294281 -           | 2007 UG108               | 30 ottobre 2007  | Spacewatch        |
| 294282 -           | 2007 UV108               | 30 ottobre 2007  | Spacewatch        |
| 294283 -           | 2007 UD112               | 30 ottobre 2007  | Mt. Lemmon Survey |
| 294284 -           | 2007 UX112               | 30 ottobre 2007  | Mt. Lemmon Survey |
| 294285 -           | 2007 UK114               | 31 ottobre 2007  | Spacewatch        |
| 294286 -           | 2007 UP115               | 31 ottobre 2007  | Spacewatch        |
| 294287 -           | 2007 UP116               | 30 ottobre 2007  | Spacewatch        |
| 294288 -           | 2007 UH117               | 30 ottobre 2007  | CSS               |
| 294289 -           | 2007 UO118               | 31 ottobre 2007  | Mt. Lemmon Survey |
| 294290 -           | 2007 UY127               | 19 ottobre 2007  | Mt. Lemmon Survey |
| 294291 -           | 2007 UD130               | 17 ottobre 2007  | Mt. Lemmon Survey |
| 294292 -           | 2007 UA131               | 20 ottobre 2007  | Mt. Lemmon Survey |
| 294293 -           | 2007 UR138               | 20 ottobre 2007  | CSS               |
| 294294 -           | 2007 VD                  | 1º novembre 2007 | Yeung, W. K. Y.   |
| 294295 Brodardmarc | 2007 VU                  | 1º novembre 2007 | Kocher, P.        |
| 294296 Efeso       | 2007 VS2                 | 3 novembre 2007  | Casulli, V. S.    |
| 294297 -           | 2007 VM4                 | 3 novembre 2007  | OAM               |
| 294298 -           | 2007 VT4                 | 3 novembre 2007  | Endate, K.        |
| 294299 -           | 2007 VQ8                 | 1º novembre 2007 | Spacewatch        |
| 294300 -           | 2007 VC9                 | 2 novembre 2007  | Mt. Lemmon Survey |

## 294301-294400
| Nome     | Designazione provvisoria | Data di scoperta | Scopritore             |
| -------- | ------------------------ | ---------------- | ---------------------- |
| 294301 - | 2007 VA10                | 5 novembre 2007  | Mt. Lemmon Survey      |
| 294302 - | 2007 VL10                | 3 novembre 2007  | Needville              |
| 294303 - | 2007 VM11                | 2 novembre 2007  | CSS                    |
| 294304 - | 2007 VM12                | 1º novembre 2007 | Spacewatch             |
| 294305 - | 2007 VU19                | 1º novembre 2007 | Spacewatch             |
| 294306 - | 2007 VO25                | 1º novembre 2007 | Spacewatch             |
| 294307 - | 2007 VW25                | 2 novembre 2007  | Mt. Lemmon Survey      |
| 294308 - | 2007 VJ27                | 1º novembre 2007 | Spacewatch             |
| 294309 - | 2007 VV27                | 2 novembre 2007  | Spacewatch             |
| 294310 - | 2007 VV32                | 2 novembre 2007  | Spacewatch             |
| 294311 - | 2007 VT38                | 2 novembre 2007  | CSS                    |
| 294312 - | 2007 VP43                | 1º novembre 2007 | Spacewatch             |
| 294313 - | 2007 VH48                | 1º novembre 2007 | Spacewatch             |
| 294314 - | 2007 VC49                | 1º novembre 2007 | Spacewatch             |
| 294315 - | 2007 VW49                | 1º novembre 2007 | Spacewatch             |
| 294316 - | 2007 VC50                | 1º novembre 2007 | Spacewatch             |
| 294317 - | 2007 VF51                | 1º novembre 2007 | Spacewatch             |
| 294318 - | 2007 VH51                | 1º novembre 2007 | Spacewatch             |
| 294319 - | 2007 VT51                | 1º novembre 2007 | Spacewatch             |
| 294320 - | 2007 VE52                | 1º novembre 2007 | Spacewatch             |
| 294321 - | 2007 VY54                | 1º novembre 2007 | Spacewatch             |
| 294322 - | 2007 VV56                | 1º novembre 2007 | Spacewatch             |
| 294323 - | 2007 VG57                | 1º novembre 2007 | Spacewatch             |
| 294324 - | 2007 VQ57                | 1º novembre 2007 | Spacewatch             |
| 294325 - | 2007 VX57                | 1º novembre 2007 | Spacewatch             |
| 294326 - | 2007 VR58                | 1º novembre 2007 | Spacewatch             |
| 294327 - | 2007 VL62                | 1º novembre 2007 | Spacewatch             |
| 294328 - | 2007 VP62                | 1º novembre 2007 | Spacewatch             |
| 294329 - | 2007 VG63                | 1º novembre 2007 | Spacewatch             |
| 294330 - | 2007 VK64                | 1º novembre 2007 | Spacewatch             |
| 294331 - | 2007 VG66                | 2 novembre 2007  | Spacewatch             |
| 294332 - | 2007 VS72                | 1º novembre 2007 | Spacewatch             |
| 294333 - | 2007 VU73                | 2 novembre 2007  | PMO NEO Survey Program |
| 294334 - | 2007 VZ74                | 3 novembre 2007  | Spacewatch             |
| 294335 - | 2007 VD83                | 4 novembre 2007  | Mt. Lemmon Survey      |
| 294336 - | 2007 VZ83                | 5 novembre 2007  | OAM                    |
| 294337 - | 2007 VC84                | 7 novembre 2007  | Lowe, A.               |
| 294338 - | 2007 VG84                | 3 novembre 2007  | CSS                    |
| 294339 - | 2007 VW84                | 8 novembre 2007  | OAM                    |
| 294340 - | 2007 VD85                | 2 novembre 2007  | LINEAR                 |
| 294341 - | 2007 VO86                | 2 novembre 2007  | LINEAR                 |
| 294342 - | 2007 VQ87                | 2 novembre 2007  | LINEAR                 |
| 294343 - | 2007 VL89                | 4 novembre 2007  | LINEAR                 |
| 294344 - | 2007 VY89                | 4 novembre 2007  | LINEAR                 |
| 294345 - | 2007 VT90                | 5 novembre 2007  | LINEAR                 |
| 294346 - | 2007 VB91                | 7 novembre 2007  | OAM                    |
| 294347 - | 2007 VL91                | 7 novembre 2007  | Molnar, L. A.          |
| 294348 - | 2007 VV91                | 3 novembre 2007  | Spacewatch             |
| 294349 - | 2007 VC92                | 2 novembre 2007  | LINEAR                 |
| 294350 - | 2007 VR94                | 7 novembre 2007  | BATTeRS                |
| 294351 - | 2007 VX94                | 8 novembre 2007  | LINEAR                 |
| 294352 - | 2007 VF95                | 8 novembre 2007  | LINEAR                 |
| 294353 - | 2007 VQ95                | 8 novembre 2007  | LINEAR                 |
| 294354 - | 2007 VG96                | 9 novembre 2007  | Molnar, L. A.          |
| 294355 - | 2007 VK96                | 3 novembre 2007  | Spacewatch             |
| 294356 - | 2007 VB97                | 1º novembre 2007 | Spacewatch             |
| 294357 - | 2007 VM98                | 2 novembre 2007  | Spacewatch             |
| 294358 - | 2007 VO98                | 2 novembre 2007  | Spacewatch             |
| 294359 - | 2007 VD99                | 2 novembre 2007  | CSS                    |
| 294360 - | 2007 VG100               | 2 novembre 2007  | Spacewatch             |
| 294361 - | 2007 VN101               | 2 novembre 2007  | Spacewatch             |
| 294362 - | 2007 VP102               | 2 novembre 2007  | PMO NEO Survey Program |
| 294363 - | 2007 VV103               | 3 novembre 2007  | Spacewatch             |
| 294364 - | 2007 VM107               | 3 novembre 2007  | Spacewatch             |
| 294365 - | 2007 VK108               | 3 novembre 2007  | Spacewatch             |
| 294366 - | 2007 VD109               | 3 novembre 2007  | Spacewatch             |
| 294367 - | 2007 VW110               | 3 novembre 2007  | Spacewatch             |
| 294368 - | 2007 VM112               | 3 novembre 2007  | Spacewatch             |
| 294369 - | 2007 VF117               | 3 novembre 2007  | Spacewatch             |
| 294370 - | 2007 VR117               | 4 novembre 2007  | Spacewatch             |
| 294371 - | 2007 VZ122               | 5 novembre 2007  | Mt. Lemmon Survey      |
| 294372 - | 2007 VZ123               | 5 novembre 2007  | Mt. Lemmon Survey      |
| 294373 - | 2007 VV124               | 5 novembre 2007  | Mt. Lemmon Survey      |
| 294374 - | 2007 VV125               | 7 novembre 2007  | BATTeRS                |
| 294375 - | 2007 VY125               | 9 novembre 2007  | Yeung, W. K. Y.        |
| 294376 - | 2007 VR126               | 11 novembre 2007 | BATTeRS                |
| 294377 - | 2007 VO132               | 2 novembre 2007  | Mt. Lemmon Survey      |
| 294378 - | 2007 VU132               | 2 novembre 2007  | Mt. Lemmon Survey      |
| 294379 - | 2007 VW135               | 3 novembre 2007  | Mt. Lemmon Survey      |
| 294380 - | 2007 VY135               | 4 novembre 2007  | Mt. Lemmon Survey      |
| 294381 - | 2007 VS143               | 4 novembre 2007  | Spacewatch             |
| 294382 - | 2007 VB144               | 4 novembre 2007  | Spacewatch             |
| 294383 - | 2007 VD144               | 4 novembre 2007  | Spacewatch             |
| 294384 - | 2007 VL146               | 4 novembre 2007  | Spacewatch             |
| 294385 - | 2007 VO148               | 5 novembre 2007  | PMO NEO Survey Program |
| 294386 - | 2007 VM149               | 7 novembre 2007  | CSS                    |
| 294387 - | 2007 VH151               | 7 novembre 2007  | CSS                    |
| 294388 - | 2007 VH152               | 2 novembre 2007  | Spacewatch             |
| 294389 - | 2007 VP153               | 4 novembre 2007  | Spacewatch             |
| 294390 - | 2007 VL161               | 5 novembre 2007  | Spacewatch             |
| 294391 - | 2007 VM161               | 5 novembre 2007  | Spacewatch             |
| 294392 - | 2007 VU163               | 5 novembre 2007  | Spacewatch             |
| 294393 - | 2007 VL164               | 5 novembre 2007  | Spacewatch             |
| 294394 - | 2007 VN165               | 5 novembre 2007  | Spacewatch             |
| 294395 - | 2007 VQ165               | 5 novembre 2007  | Spacewatch             |
| 294396 - | 2007 VL167               | 5 novembre 2007  | Spacewatch             |
| 294397 - | 2007 VG168               | 5 novembre 2007  | Spacewatch             |
| 294398 - | 2007 VZ168               | 5 novembre 2007  | Spacewatch             |
| 294399 - | 2007 VD170               | 6 novembre 2007  | Spacewatch             |
| 294400 - | 2007 VP185               | 8 novembre 2007  | CSS                    |

## 294401-294500
| Nome          | Designazione provvisoria | Data di scoperta | Scopritore             |
| ------------- | ------------------------ | ---------------- | ---------------------- |
| 294401 -      | 2007 VJ188               | 11 novembre 2007 | OAM                    |
| 294402 Joeorr | 2007 VN189               | 11 novembre 2007 | Wasserman, L. H.       |
| 294403 -      | 2007 VW189               | 14 novembre 2007 | OAM                    |
| 294404 -      | 2007 VR191               | 4 novembre 2007  | Mt. Lemmon Survey      |
| 294405 -      | 2007 VK192               | 4 novembre 2007  | Mt. Lemmon Survey      |
| 294406 -      | 2007 VV193               | 4 novembre 2007  | Mt. Lemmon Survey      |
| 294407 -      | 2007 VG195               | 7 novembre 2007  | Mt. Lemmon Survey      |
| 294408 -      | 2007 VQ195               | 7 novembre 2007  | Spacewatch             |
| 294409 -      | 2007 VB199               | 9 novembre 2007  | Mt. Lemmon Survey      |
| 294410 -      | 2007 VE200               | 9 novembre 2007  | Mt. Lemmon Survey      |
| 294411 -      | 2007 VQ203               | 9 novembre 2007  | Spacewatch             |
| 294412 -      | 2007 VA207               | 9 novembre 2007  | CSS                    |
| 294413 -      | 2007 VC209               | 7 novembre 2007  | Spacewatch             |
| 294414 -      | 2007 VG209               | 7 novembre 2007  | Spacewatch             |
| 294415 -      | 2007 VL213               | 9 novembre 2007  | Spacewatch             |
| 294416 -      | 2007 VR215               | 9 novembre 2007  | Spacewatch             |
| 294417 -      | 2007 VZ215               | 9 novembre 2007  | Spacewatch             |
| 294418 -      | 2007 VC217               | 9 novembre 2007  | Spacewatch             |
| 294419 -      | 2007 VQ219               | 9 novembre 2007  | Spacewatch             |
| 294420 -      | 2007 VG220               | 9 novembre 2007  | Spacewatch             |
| 294421 -      | 2007 VQ221               | 14 novembre 2007 | BATTeRS                |
| 294422 -      | 2007 VQ223               | 7 novembre 2007  | CSS                    |
| 294423 -      | 2007 VF227               | 12 novembre 2007 | CSS                    |
| 294424 -      | 2007 VL229               | 7 novembre 2007  | Spacewatch             |
| 294425 -      | 2007 VJ231               | 7 novembre 2007  | Spacewatch             |
| 294426 -      | 2007 VH234               | 9 novembre 2007  | Spacewatch             |
| 294427 -      | 2007 VB237               | 11 novembre 2007 | Mt. Lemmon Survey      |
| 294428 -      | 2007 VV243               | 13 novembre 2007 | Chante-Perdrix         |
| 294429 -      | 2007 VH244               | 15 novembre 2007 | OAM                    |
| 294430 -      | 2007 VH245               | 14 novembre 2007 | BATTeRS                |
| 294431 -      | 2007 VG252               | 12 novembre 2007 | CSS                    |
| 294432 -      | 2007 VD253               | 13 novembre 2007 | Mt. Lemmon Survey      |
| 294433 -      | 2007 VO258               | 15 novembre 2007 | Mt. Lemmon Survey      |
| 294434 -      | 2007 VR261               | 13 novembre 2007 | Mt. Lemmon Survey      |
| 294435 -      | 2007 VW263               | 13 novembre 2007 | Spacewatch             |
| 294436 -      | 2007 VB264               | 13 novembre 2007 | Spacewatch             |
| 294437 -      | 2007 VH267               | 13 novembre 2007 | Cerro Burek            |
| 294438 -      | 2007 VV269               | 15 novembre 2007 | LINEAR                 |
| 294439 -      | 2007 VE274               | 13 novembre 2007 | Spacewatch             |
| 294440 -      | 2007 VR277               | 14 novembre 2007 | Spacewatch             |
| 294441 -      | 2007 VB278               | 14 novembre 2007 | Spacewatch             |
| 294442 -      | 2007 VV279               | 14 novembre 2007 | Spacewatch             |
| 294443 -      | 2007 VV283               | 14 novembre 2007 | Spacewatch             |
| 294444 -      | 2007 VQ284               | 14 novembre 2007 | Spacewatch             |
| 294445 -      | 2007 VH285               | 14 novembre 2007 | Spacewatch             |
| 294446 -      | 2007 VG287               | 15 novembre 2007 | CSS                    |
| 294447 -      | 2007 VL290               | 14 novembre 2007 | Spacewatch             |
| 294448 -      | 2007 VM290               | 14 novembre 2007 | Spacewatch             |
| 294449 -      | 2007 VQ291               | 14 novembre 2007 | Spacewatch             |
| 294450 -      | 2007 VH296               | 15 novembre 2007 | LONEOS                 |
| 294451 -      | 2007 VT296               | 15 novembre 2007 | Mt. Lemmon Survey      |
| 294452 -      | 2007 VG298               | 11 novembre 2007 | CSS                    |
| 294453 -      | 2007 VP299               | 12 novembre 2007 | CSS                    |
| 294454 -      | 2007 VR303               | 3 novembre 2007  | CSS                    |
| 294455 -      | 2007 VE306               | 9 novembre 2007  | Mt. Lemmon Survey      |
| 294456 -      | 2007 VJ307               | 2 novembre 2007  | CSS                    |
| 294457 -      | 2007 VF310               | 7 novembre 2007  | Spacewatch             |
| 294458 -      | 2007 VK311               | 7 novembre 2007  | Spacewatch             |
| 294459 -      | 2007 VO311               | 11 novembre 2007 | Mt. Lemmon Survey      |
| 294460 -      | 2007 VR311               | 14 novembre 2007 | Spacewatch             |
| 294461 -      | 2007 VT312               | 3 novembre 2007  | Spacewatch             |
| 294462 -      | 2007 VO315               | 6 novembre 2007  | Spacewatch             |
| 294463 -      | 2007 VE316               | 2 novembre 2007  | Spacewatch             |
| 294464 -      | 2007 VG316               | 3 novembre 2007  | Spacewatch             |
| 294465 -      | 2007 VO316               | 5 novembre 2007  | Mt. Lemmon Survey      |
| 294466 -      | 2007 VY316               | 11 novembre 2007 | Mt. Lemmon Survey      |
| 294467 -      | 2007 VN323               | 3 novembre 2007  | Mt. Lemmon Survey      |
| 294468 -      | 2007 VH326               | 3 novembre 2007  | Spacewatch             |
| 294469 -      | 2007 VA327               | 5 novembre 2007  | Spacewatch             |
| 294470 -      | 2007 VD327               | 6 novembre 2007  | Spacewatch             |
| 294471 -      | 2007 VR327               | 8 novembre 2007  | LINEAR                 |
| 294472 -      | 2007 VU329               | 2 novembre 2007  | Spacewatch             |
| 294473 -      | 2007 VP330               | 3 novembre 2007  | Spacewatch             |
| 294474 -      | 2007 VE331               | 5 novembre 2007  | Mt. Lemmon Survey      |
| 294475 -      | 2007 VS332               | 8 novembre 2007  | Mt. Lemmon Survey      |
| 294476 -      | 2007 VY332               | 9 novembre 2007  | LINEAR                 |
| 294477 -      | 2007 VC333               | 9 novembre 2007  | Spacewatch             |
| 294478 -      | 2007 WD                  | 16 novembre 2007 | Lowe, A.               |
| 294479 -      | 2007 WC2                 | 17 novembre 2007 | BATTeRS                |
| 294480 -      | 2007 WR5                 | 17 novembre 2007 | LINEAR                 |
| 294481 -      | 2007 WL6                 | 4 ottobre 2002   | LINEAR                 |
| 294482 -      | 2007 WR6                 | 18 novembre 2007 | LINEAR                 |
| 294483 -      | 2007 WS6                 | 18 novembre 2007 | LINEAR                 |
| 294484 -      | 2007 WZ6                 | 18 novembre 2007 | LINEAR                 |
| 294485 -      | 2007 WW7                 | 18 novembre 2007 | LINEAR                 |
| 294486 -      | 2007 WR8                 | 18 novembre 2007 | LINEAR                 |
| 294487 -      | 2007 WP11                | 17 novembre 2007 | CSS                    |
| 294488 -      | 2007 WU12                | 17 novembre 2007 | BATTeRS                |
| 294489 -      | 2007 WY18                | 18 novembre 2007 | Mt. Lemmon Survey      |
| 294490 -      | 2007 WP20                | 18 novembre 2007 | Mt. Lemmon Survey      |
| 294491 -      | 2007 WQ23                | 18 novembre 2007 | Mt. Lemmon Survey      |
| 294492 -      | 2007 WC24                | 18 novembre 2007 | Mt. Lemmon Survey      |
| 294493 -      | 2007 WU25                | 18 novembre 2007 | Mt. Lemmon Survey      |
| 294494 -      | 2007 WN26                | 18 novembre 2007 | Mt. Lemmon Survey      |
| 294495 -      | 2007 WN30                | 19 novembre 2007 | Spacewatch             |
| 294496 -      | 2007 WU35                | 19 novembre 2007 | Mt. Lemmon Survey      |
| 294497 -      | 2007 WC55                | 28 novembre 2007 | Lowe, A.               |
| 294498 -      | 2007 WL55                | 30 novembre 2007 | Yang, T.-C., Ye, Q.-z. |
| 294499 -      | 2007 WB58                | 18 novembre 2007 | Mt. Lemmon Survey      |
| 294500 -      | 2007 WC59                | 17 novembre 2007 | Spacewatch             |

## 294501-294600
| Nome                | Designazione provvisoria | Data di scoperta | Scopritore             |
| ------------------- | ------------------------ | ---------------- | ---------------------- |
| 294501 -            | 2007 WT59                | 18 novembre 2007 | Spacewatch             |
| 294502 -            | 2007 WY62                | 19 novembre 2007 | Mt. Lemmon Survey      |
| 294503 -            | 2007 XB                  | 1º dicembre 2007 | BATTeRS                |
| 294504 -            | 2007 XC                  | 1º dicembre 2007 | BATTeRS                |
| 294505 -            | 2007 XG                  | 1º dicembre 2007 | BATTeRS                |
| 294506 -            | 2007 XB1                 | 2 dicembre 2007  | LUSS                   |
| 294507 -            | 2007 XS2                 | 3 dicembre 2007  | Spacewatch             |
| 294508 -            | 2007 XV3                 | 1º dicembre 2007 | LUSS                   |
| 294509 -            | 2007 XG4                 | 3 dicembre 2007  | CSS                    |
| 294510 -            | 2007 XL6                 | 4 dicembre 2007  | CSS                    |
| 294511 -            | 2007 XO10                | 3 dicembre 2007  | Hug, G.                |
| 294512 -            | 2007 XS10                | 5 dicembre 2007  | Ferrando, R.           |
| 294513 -            | 2007 XQ13                | 4 dicembre 2007  | LONEOS                 |
| 294514 -            | 2007 XC14                | 5 dicembre 2007  | Spacewatch             |
| 294515 -            | 2007 XD14                | 5 dicembre 2007  | Spacewatch             |
| 294516 -            | 2007 XS15                | 8 dicembre 2007  | BATTeRS                |
| 294517 -            | 2007 XV15                | 8 dicembre 2007  | OAM                    |
| 294518 -            | 2007 XB16                | 6 dicembre 2007  | CSS                    |
| 294519 -            | 2007 XB18                | 12 dicembre 2007 | Birtwhistle, P.        |
| 294520 -            | 2007 XX18                | 12 dicembre 2007 | LINEAR                 |
| 294521 -            | 2007 XO24                | 13 dicembre 2007 | LINEAR                 |
| 294522 -            | 2007 XK25                | 15 dicembre 2007 | OAM                    |
| 294523 -            | 2007 XU25                | 14 dicembre 2007 | Mt. Lemmon Survey      |
| 294524 -            | 2007 XU29                | 15 dicembre 2007 | CSS                    |
| 294525 -            | 2007 XZ29                | 15 dicembre 2007 | CSS                    |
| 294526 -            | 2007 XQ30                | 8 gennaio 2005   | CINEOS                 |
| 294527 -            | 2007 XG32                | 15 dicembre 2007 | CSS                    |
| 294528 -            | 2007 XN32                | 15 dicembre 2007 | CSS                    |
| 294529 -            | 2007 XC33                | 15 dicembre 2007 | Mt. Lemmon Survey      |
| 294530 -            | 2007 XN33                | 10 dicembre 2007 | LINEAR                 |
| 294531 -            | 2007 XR34                | 13 dicembre 2007 | LINEAR                 |
| 294532 -            | 2007 XU41                | 15 dicembre 2007 | LINEAR                 |
| 294533 -            | 2007 XH48                | 15 dicembre 2007 | Spacewatch             |
| 294534 -            | 2007 XL49                | 15 dicembre 2007 | Spacewatch             |
| 294535 -            | 2007 XF51                | 14 dicembre 2007 | Mt. Lemmon Survey      |
| 294536 -            | 2007 XM51                | 4 dicembre 2007  | Mt. Lemmon Survey      |
| 294537 -            | 2007 XA54                | 3 dicembre 2007  | Spacewatch             |
| 294538 -            | 2007 XD54                | 4 dicembre 2007  | Spacewatch             |
| 294539 -            | 2007 XH54                | 4 dicembre 2007  | Spacewatch             |
| 294540 -            | 2007 XD58                | 5 dicembre 2007  | Spacewatch             |
| 294541 -            | 2007 XR59                | 15 dicembre 2007 | Mt. Lemmon Survey      |
| 294542 -            | 2007 YU                  | 16 dicembre 2007 | Bickel, W.             |
| 294543 -            | 2007 YN2                 | 18 dicembre 2007 | Ory, M.                |
| 294544 -            | 2007 YH7                 | 15 gennaio 2001  | Spacewatch             |
| 294545 -            | 2007 YB8                 | 16 dicembre 2007 | Spacewatch             |
| 294546 -            | 2007 YX10                | 16 dicembre 2007 | LONEOS                 |
| 294547 -            | 2007 YU13                | 17 dicembre 2007 | Mt. Lemmon Survey      |
| 294548 -            | 2007 YJ14                | 17 dicembre 2007 | Mt. Lemmon Survey      |
| 294549 -            | 2007 YM18                | 16 dicembre 2007 | Spacewatch             |
| 294550 -            | 2007 YJ20                | 16 dicembre 2007 | Spacewatch             |
| 294551 -            | 2007 YP22                | 16 dicembre 2007 | Spacewatch             |
| 294552 -            | 2007 YG23                | 16 dicembre 2007 | LONEOS                 |
| 294553 -            | 2007 YD27                | 18 dicembre 2007 | Mt. Lemmon Survey      |
| 294554 -            | 2007 YE28                | 18 dicembre 2007 | Mt. Lemmon Survey      |
| 294555 -            | 2007 YZ28                | 19 dicembre 2007 | Spacewatch             |
| 294556 -            | 2007 YJ30                | 28 dicembre 2007 | Spacewatch             |
| 294557 -            | 2007 YK30                | 28 dicembre 2007 | Spacewatch             |
| 294558 -            | 2007 YH32                | 28 dicembre 2007 | Spacewatch             |
| 294559 -            | 2007 YR34                | 28 dicembre 2007 | Spacewatch             |
| 294560 -            | 2007 YY37                | 30 dicembre 2007 | Mt. Lemmon Survey      |
| 294561 -            | 2007 YP41                | 30 dicembre 2007 | Spacewatch             |
| 294562 -            | 2007 YY42                | 30 dicembre 2007 | CSS                    |
| 294563 -            | 2007 YU44                | 30 dicembre 2007 | Spacewatch             |
| 294564 -            | 2007 YA46                | 30 dicembre 2007 | Mt. Lemmon Survey      |
| 294565 -            | 2007 YD46                | 30 dicembre 2007 | Spacewatch             |
| 294566 -            | 2007 YJ46                | 30 dicembre 2007 | Spacewatch             |
| 294567 -            | 2007 YK47                | 30 dicembre 2007 | Spacewatch             |
| 294568 -            | 2007 YP47                | 29 dicembre 2007 | Birtwhistle, P.        |
| 294569 -            | 2007 YH49                | 28 dicembre 2007 | Spacewatch             |
| 294570 -            | 2007 YU49                | 28 dicembre 2007 | Spacewatch             |
| 294571 -            | 2007 YW49                | 28 dicembre 2007 | Spacewatch             |
| 294572 -            | 2007 YW50                | 28 dicembre 2007 | Spacewatch             |
| 294573 -            | 2007 YA51                | 28 dicembre 2007 | Spacewatch             |
| 294574 -            | 2007 YC52                | 30 dicembre 2007 | Spacewatch             |
| 294575 -            | 2007 YA53                | 30 dicembre 2007 | Spacewatch             |
| 294576 -            | 2007 YQ54                | 31 dicembre 2007 | CSS                    |
| 294577 -            | 2007 YS55                | 31 dicembre 2007 | Mt. Lemmon Survey      |
| 294578 -            | 2007 YA57                | 31 dicembre 2007 | BATTeRS                |
| 294579 -            | 2007 YB57                | 30 dicembre 2007 | Spacewatch             |
| 294580 -            | 2007 YA60                | 18 dicembre 2007 | CSS                    |
| 294581 -            | 2007 YB62                | 18 dicembre 2007 | Mt. Lemmon Survey      |
| 294582 -            | 2007 YL62                | 30 dicembre 2007 | Spacewatch             |
| 294583 -            | 2007 YC65                | 31 dicembre 2007 | Spacewatch             |
| 294584 -            | 2007 YP65                | 31 dicembre 2007 | Spacewatch             |
| 294585 -            | 2007 YG66                | 30 dicembre 2007 | Mt. Lemmon Survey      |
| 294586 -            | 2007 YU66                | 30 dicembre 2007 | Spacewatch             |
| 294587 -            | 2007 YL67                | 16 dicembre 2007 | Spacewatch             |
| 294588 -            | 2007 YF68                | 30 dicembre 2007 | Spacewatch             |
| 294589 -            | 2007 YN68                | 31 dicembre 2007 | Spacewatch             |
| 294590 -            | 2007 YP70                | 16 dicembre 2007 | Lacruz, J.             |
| 294591 -            | 2007 YE71                | 16 dicembre 2007 | LINEAR                 |
| 294592 -            | 2007 YY71                | 18 dicembre 2007 | Mt. Lemmon Survey      |
| 294593 -            | 2007 YD72                | 18 dicembre 2007 | Mt. Lemmon Survey      |
| 294594 -            | 2007 YM72                | 18 dicembre 2007 | Mt. Lemmon Survey      |
| 294595 Shingareva   | 2008 AH1                 | 6 gennaio 2008   | Kryachko, T. V.        |
| 294596 -            | 2008 AV1                 | 8 gennaio 2008   | Kugel, F.              |
| 294597 -            | 2008 AY1                 | 5 gennaio 2008   | Lowe, A.               |
| 294598 -            | 2008 AH2                 | 4 gennaio 2008   | LUSS                   |
| 294599 -            | 2008 AV2                 | 5 gennaio 2008   | PMO NEO Survey Program |
| 294600 Abedinabedin | 2008 AA3                 | 7 gennaio 2008   | Ye, Q.-Z., Lin, C.-S.  |

## 294601-294700
| Nome          | Designazione provvisoria | Data di scoperta | Scopritore              |
| ------------- | ------------------------ | ---------------- | ----------------------- |
| 294601 -      | 2008 AZ3                 | 8 gennaio 2008   | Kugel, F.               |
| 294602 -      | 2008 AR5                 | 10 gennaio 2008  | Mt. Lemmon Survey       |
| 294603 -      | 2008 AJ8                 | 10 gennaio 2008  | Spacewatch              |
| 294604 -      | 2008 AS8                 | 10 gennaio 2008  | Spacewatch              |
| 294605 -      | 2008 AT11                | 10 gennaio 2008  | Mt. Lemmon Survey       |
| 294606 -      | 2008 AM12                | 10 gennaio 2008  | Mt. Lemmon Survey       |
| 294607 -      | 2008 AT12                | 10 gennaio 2008  | Mt. Lemmon Survey       |
| 294608 -      | 2008 AW13                | 10 gennaio 2008  | Mt. Lemmon Survey       |
| 294609 -      | 2008 AF15                | 10 gennaio 2008  | Spacewatch              |
| 294610 -      | 2008 AG18                | 10 gennaio 2008  | Spacewatch              |
| 294611 -      | 2008 AV19                | 10 gennaio 2008  | Mt. Lemmon Survey       |
| 294612 -      | 2008 AL22                | 10 gennaio 2008  | Mt. Lemmon Survey       |
| 294613 -      | 2008 AW23                | 10 gennaio 2008  | Mt. Lemmon Survey       |
| 294614 -      | 2008 AM24                | 10 gennaio 2008  | Mt. Lemmon Survey       |
| 294615 -      | 2008 AM26                | 10 gennaio 2008  | Mt. Lemmon Survey       |
| 294616 -      | 2008 AK27                | 10 gennaio 2008  | Mt. Lemmon Survey       |
| 294617 -      | 2008 AC28                | 10 gennaio 2008  | Mt. Lemmon Survey       |
| 294618 -      | 2008 AJ29                | 10 gennaio 2008  | Yeung, W. K. Y.         |
| 294619 -      | 2008 AG31                | 10 gennaio 2008  | Bickel, W.              |
| 294620 -      | 2008 AN32                | 12 gennaio 2008  | BATTeRS                 |
| 294621 -      | 2008 AQ34                | 10 gennaio 2008  | Spacewatch              |
| 294622 -      | 2008 AB35                | 10 gennaio 2008  | Spacewatch              |
| 294623 -      | 2008 AC35                | 10 gennaio 2008  | Spacewatch              |
| 294624 -      | 2008 AR36                | 10 gennaio 2008  | Spacewatch              |
| 294625 -      | 2008 AS38                | 10 gennaio 2008  | Spacewatch              |
| 294626 -      | 2008 AJ40                | 10 gennaio 2008  | Mt. Lemmon Survey       |
| 294627 -      | 2008 AM40                | 10 gennaio 2008  | Mt. Lemmon Survey       |
| 294628 -      | 2008 AP42                | 10 gennaio 2008  | CSS                     |
| 294629 -      | 2008 AG43                | 10 gennaio 2008  | CSS                     |
| 294630 -      | 2008 AL44                | 10 gennaio 2008  | Spacewatch              |
| 294631 -      | 2008 AP44                | 10 gennaio 2008  | Spacewatch              |
| 294632 -      | 2008 AO45                | 10 gennaio 2008  | LUSS                    |
| 294633 -      | 2008 AU46                | 11 gennaio 2008  | Spacewatch              |
| 294634 -      | 2008 AB48                | 11 gennaio 2008  | Spacewatch              |
| 294635 -      | 2008 AS49                | 11 gennaio 2008  | Spacewatch              |
| 294636 -      | 2008 AH50                | 11 gennaio 2008  | Spacewatch              |
| 294637 -      | 2008 AW51                | 11 gennaio 2008  | Spacewatch              |
| 294638 -      | 2008 AW52                | 11 gennaio 2008  | Spacewatch              |
| 294639 -      | 2008 AS53                | 11 gennaio 2008  | Spacewatch              |
| 294640 -      | 2008 AT54                | 11 gennaio 2008  | Spacewatch              |
| 294641 -      | 2008 AQ55                | 11 gennaio 2008  | Spacewatch              |
| 294642 -      | 2008 AZ58                | 11 gennaio 2008  | Spacewatch              |
| 294643 -      | 2008 AA59                | 11 gennaio 2008  | Spacewatch              |
| 294644 -      | 2008 AC59                | 11 gennaio 2008  | Spacewatch              |
| 294645 -      | 2008 AG63                | 11 gennaio 2008  | Mt. Lemmon Survey       |
| 294646 -      | 2008 AL67                | 11 gennaio 2008  | Spacewatch              |
| 294647 -      | 2008 AK69                | 11 gennaio 2008  | Spacewatch              |
| 294648 -      | 2008 AS71                | 13 gennaio 2008  | Spacewatch              |
| 294649 -      | 2008 AL73                | 10 gennaio 2008  | Spacewatch              |
| 294650 -      | 2008 AR73                | 10 gennaio 2008  | Spacewatch              |
| 294651 -      | 2008 AF74                | 10 gennaio 2008  | Spacewatch              |
| 294652 -      | 2008 AV74                | 11 gennaio 2008  | Spacewatch              |
| 294653 -      | 2008 AU78                | 12 gennaio 2008  | Spacewatch              |
| 294654 -      | 2008 AJ79                | 12 gennaio 2008  | Spacewatch              |
| 294655 -      | 2008 AJ80                | 12 gennaio 2008  | Spacewatch              |
| 294656 -      | 2008 AO81                | 13 gennaio 2008  | Mt. Lemmon Survey       |
| 294657 -      | 2008 AY81                | 13 gennaio 2008  | Mt. Lemmon Survey       |
| 294658 -      | 2008 AO82                | 14 gennaio 2008  | Spacewatch              |
| 294659 -      | 2008 AZ83                | 15 gennaio 2008  | Mt. Lemmon Survey       |
| 294660 -      | 2008 AV84                | 12 gennaio 2008  | BATTeRS                 |
| 294661 -      | 2008 AD85                | 13 gennaio 2008  | Spacewatch              |
| 294662 -      | 2008 AO85                | 13 gennaio 2008  | Spacewatch              |
| 294663 -      | 2008 AC86                | 13 gennaio 2008  | Spacewatch              |
| 294664 Trakai | 2008 AL86                | 3 gennaio 2008   | Cernis, K., Eglitis, I. |
| 294665 -      | 2008 AA87                | 12 gennaio 2008  | Mt. Lemmon Survey       |
| 294666 -      | 2008 AX87                | 13 gennaio 2008  | Spacewatch              |
| 294667 -      | 2008 AB90                | 13 gennaio 2008  | Spacewatch              |
| 294668 -      | 2008 AN95                | 14 gennaio 2008  | Spacewatch              |
| 294669 -      | 2008 AB96                | 14 gennaio 2008  | Spacewatch              |
| 294670 -      | 2008 AX96                | 14 gennaio 2008  | Spacewatch              |
| 294671 -      | 2008 AJ98                | 14 gennaio 2008  | Spacewatch              |
| 294672 -      | 2008 AP100               | 14 gennaio 2008  | Spacewatch              |
| 294673 -      | 2008 AC102               | 12 gennaio 2008  | Spacewatch              |
| 294674 -      | 2008 AK103               | 15 gennaio 2008  | Mt. Lemmon Survey       |
| 294675 -      | 2008 AM104               | 15 gennaio 2008  | Spacewatch              |
| 294676 -      | 2008 AJ105               | 15 gennaio 2008  | Mt. Lemmon Survey       |
| 294677 -      | 2008 AS105               | 15 gennaio 2008  | Mt. Lemmon Survey       |
| 294678 -      | 2008 AZ105               | 15 gennaio 2008  | Mt. Lemmon Survey       |
| 294679 -      | 2008 AC106               | 15 gennaio 2008  | Mt. Lemmon Survey       |
| 294680 -      | 2008 AT106               | 15 gennaio 2008  | Spacewatch              |
| 294681 -      | 2008 AO107               | 15 gennaio 2008  | Spacewatch              |
| 294682 -      | 2008 AC108               | 15 gennaio 2008  | Spacewatch              |
| 294683 -      | 2008 AG108               | 15 gennaio 2008  | Spacewatch              |
| 294684 -      | 2008 AD114               | 11 gennaio 2008  | Spacewatch              |
| 294685 -      | 2008 AF114               | 11 gennaio 2008  | Spacewatch              |
| 294686 -      | 2008 AM114               | 11 gennaio 2008  | Mt. Lemmon Survey       |
| 294687 -      | 2008 AS114               | 11 gennaio 2008  | Spacewatch              |
| 294688 -      | 2008 AD115               | 9 gennaio 2008   | Mt. Lemmon Survey       |
| 294689 -      | 2008 AG115               | 10 gennaio 2008  | Mt. Lemmon Survey       |
| 294690 -      | 2008 AB129               | 12 gennaio 2008  | Spacewatch              |
| 294691 -      | 2008 AZ134               | 28 agosto 2006   | Spacewatch              |
| 294692 -      | 2008 AC135               | 11 gennaio 2008  | CSS                     |
| 294693 -      | 2008 AG135               | 11 gennaio 2008  | CSS                     |
| 294694 -      | 2008 AU136               | 13 gennaio 2008  | Spacewatch              |
| 294695 -      | 2008 AP137               | 10 gennaio 2008  | Mt. Lemmon Survey       |
| 294696 -      | 2008 BS                  | 16 gennaio 2008  | Mt. Lemmon Survey       |
| 294697 -      | 2008 BT1                 | 16 gennaio 2008  | Spacewatch              |
| 294698 -      | 2008 BJ2                 | 18 gennaio 2008  | Ferrando, R.            |
| 294699 -      | 2008 BT3                 | 16 gennaio 2008  | Spacewatch              |
| 294700 -      | 2008 BH4                 | 16 gennaio 2008  | Spacewatch              |

## 294701-294800
| Nome                 | Designazione provvisoria | Data di scoperta | Scopritore              |
| -------------------- | ------------------------ | ---------------- | ----------------------- |
| 294701 -             | 2008 BG6                 | 16 gennaio 2008  | Spacewatch              |
| 294702 -             | 2008 BR7                 | 16 gennaio 2008  | Mt. Lemmon Survey       |
| 294703 -             | 2008 BA8                 | 16 gennaio 2008  | Spacewatch              |
| 294704 -             | 2008 BJ8                 | 16 gennaio 2008  | Spacewatch              |
| 294705 -             | 2008 BY14                | 29 gennaio 2008  | Apitzsch, R.            |
| 294706 -             | 2008 BS15                | 28 gennaio 2008  | LUSS                    |
| 294707 -             | 2008 BU16                | 29 gennaio 2008  | OAM                     |
| 294708 -             | 2008 BZ18                | 29 gennaio 2008  | OAM                     |
| 294709 -             | 2008 BR19                | 30 gennaio 2008  | Spacewatch              |
| 294710 -             | 2008 BC21                | 30 gennaio 2008  | Mt. Lemmon Survey       |
| 294711 -             | 2008 BG21                | 30 gennaio 2008  | Mt. Lemmon Survey       |
| 294712 -             | 2008 BU21                | 30 gennaio 2008  | Mt. Lemmon Survey       |
| 294713 -             | 2008 BQ22                | 31 gennaio 2008  | Mt. Lemmon Survey       |
| 294714 -             | 2008 BP23                | 31 gennaio 2008  | Mt. Lemmon Survey       |
| 294715 -             | 2008 BZ25                | 30 gennaio 2008  | Spacewatch              |
| 294716 -             | 2008 BU27                | 30 gennaio 2008  | CSS                     |
| 294717 -             | 2008 BJ31                | 30 gennaio 2008  | Mt. Lemmon Survey       |
| 294718 -             | 2008 BM31                | 30 gennaio 2008  | Mt. Lemmon Survey       |
| 294719 -             | 2008 BB32                | 30 gennaio 2008  | Mt. Lemmon Survey       |
| 294720 -             | 2008 BN32                | 30 gennaio 2008  | CSS                     |
| 294721 -             | 2008 BX34                | 30 gennaio 2008  | Mt. Lemmon Survey       |
| 294722 -             | 2008 BC36                | 30 gennaio 2008  | Spacewatch              |
| 294723 -             | 2008 BR37                | 31 gennaio 2008  | CSS                     |
| 294724 -             | 2008 BJ38                | 31 gennaio 2008  | Mt. Lemmon Survey       |
| 294725 -             | 2008 BV40                | 30 gennaio 2008  | OAM                     |
| 294726 -             | 2008 BX40                | 29 gennaio 2008  | OAM                     |
| 294727 Dennisritchie | 2008 BV41                | 31 gennaio 2008  | Glinos, T., Levy, D. H. |
| 294728 -             | 2008 BY41                | 31 gennaio 2008  | CSS                     |
| 294729 -             | 2008 BR46                | 30 gennaio 2008  | Mt. Lemmon Survey       |
| 294730 -             | 2008 BX46                | 30 gennaio 2008  | Spacewatch              |
| 294731 -             | 2008 BL47                | 30 gennaio 2008  | Mt. Lemmon Survey       |
| 294732 -             | 2008 BM47                | 30 gennaio 2008  | Mt. Lemmon Survey       |
| 294733 -             | 2008 BS47                | 19 gennaio 2008  | Spacewatch              |
| 294734 -             | 2008 BK48                | 18 gennaio 2008  | Mt. Lemmon Survey       |
| 294735 -             | 2008 BX48                | 30 gennaio 2008  | Mt. Lemmon Survey       |
| 294736 -             | 2008 BA49                | 30 gennaio 2008  | Mt. Lemmon Survey       |
| 294737 -             | 2008 BB49                | 30 gennaio 2008  | Mt. Lemmon Survey       |
| 294738 -             | 2008 BB53                | 18 gennaio 2008  | Spacewatch              |
| 294739 -             | 2008 CM                  | 2 febbraio 2008  | CSS                     |
| 294740 -             | 2008 CO1                 | 2 febbraio 2008  | Endate, K.              |
| 294741 -             | 2008 CX1                 | 2 febbraio 2008  | Healy, D.               |
| 294742 -             | 2008 CV2                 | 1º febbraio 2008 | Mt. Lemmon Survey       |
| 294743 -             | 2008 CZ3                 | 2 febbraio 2008  | Mt. Lemmon Survey       |
| 294744 -             | 2008 CW4                 | 3 febbraio 2008  | LINEAR                  |
| 294745 -             | 2008 CG5                 | 2 febbraio 2008  | Mt. Lemmon Survey       |
| 294746 -             | 2008 CJ8                 | 2 febbraio 2008  | Spacewatch              |
| 294747 -             | 2008 CF9                 | 2 febbraio 2008  | Mt. Lemmon Survey       |
| 294748 -             | 2008 CR11                | 3 febbraio 2008  | Spacewatch              |
| 294749 -             | 2008 CM12                | 3 febbraio 2008  | Spacewatch              |
| 294750 -             | 2008 CQ12                | 3 febbraio 2008  | Spacewatch              |
| 294751 -             | 2008 CQ13                | 3 febbraio 2008  | Spacewatch              |
| 294752 -             | 2008 CS13                | 3 febbraio 2008  | Spacewatch              |
| 294753 -             | 2008 CP16                | 3 febbraio 2008  | Spacewatch              |
| 294754 -             | 2008 CE17                | 3 febbraio 2008  | Spacewatch              |
| 294755 -             | 2008 CM17                | 3 febbraio 2008  | Spacewatch              |
| 294756 -             | 2008 CR17                | 3 febbraio 2008  | Spacewatch              |
| 294757 -             | 2008 CQ19                | 6 febbraio 2008  | LONEOS                  |
| 294758 -             | 2008 CU20                | 7 febbraio 2008  | LINEAR                  |
| 294759 -             | 2008 CG24                | 1º febbraio 2008 | Spacewatch              |
| 294760 -             | 2008 CS24                | 1º febbraio 2008 | Spacewatch              |
| 294761 -             | 2008 CR25                | 1º febbraio 2008 | Spacewatch              |
| 294762 -             | 2008 CA26                | 2 febbraio 2008  | Spacewatch              |
| 294763 -             | 2008 CW27                | 2 febbraio 2008  | Spacewatch              |
| 294764 -             | 2008 CX29                | 2 febbraio 2008  | Spacewatch              |
| 294765 -             | 2008 CP31                | 2 febbraio 2008  | Spacewatch              |
| 294766 -             | 2008 CA32                | 2 febbraio 2008  | Spacewatch              |
| 294767 -             | 2008 CC32                | 2 febbraio 2008  | Spacewatch              |
| 294768 -             | 2008 CK32                | 2 febbraio 2008  | Spacewatch              |
| 294769 -             | 2008 CX32                | 2 febbraio 2008  | Spacewatch              |
| 294770 -             | 2008 CC33                | 2 febbraio 2008  | Spacewatch              |
| 294771 -             | 2008 CT33                | 2 febbraio 2008  | Spacewatch              |
| 294772 -             | 2008 CF35                | 2 febbraio 2008  | Spacewatch              |
| 294773 -             | 2008 CV35                | 2 febbraio 2008  | Spacewatch              |
| 294774 -             | 2008 CJ36                | 2 febbraio 2008  | Spacewatch              |
| 294775 -             | 2008 CU40                | 2 febbraio 2008  | Spacewatch              |
| 294776 -             | 2008 CZ41                | 2 febbraio 2008  | Spacewatch              |
| 294777 -             | 2008 CA42                | 2 febbraio 2008  | Spacewatch              |
| 294778 -             | 2008 CL42                | 2 febbraio 2008  | Spacewatch              |
| 294779 -             | 2008 CW46                | 2 febbraio 2008  | Spacewatch              |
| 294780 -             | 2008 CQ48                | 3 febbraio 2008  | Spacewatch              |
| 294781 -             | 2008 CZ48                | 6 febbraio 2008  | CSS                     |
| 294782 -             | 2008 CH49                | 6 febbraio 2008  | LONEOS                  |
| 294783 -             | 2008 CJ49                | 6 febbraio 2008  | CSS                     |
| 294784 -             | 2008 CD50                | 6 febbraio 2008  | CSS                     |
| 294785 -             | 2008 CF50                | 6 febbraio 2008  | CSS                     |
| 294786 -             | 2008 CT50                | 6 febbraio 2008  | Sheridan, E.            |
| 294787 -             | 2008 CR51                | 7 febbraio 2008  | Spacewatch              |
| 294788 -             | 2008 CO61                | 7 febbraio 2008  | Spacewatch              |
| 294789 -             | 2008 CY61                | 7 febbraio 2008  | Mt. Lemmon Survey       |
| 294790 -             | 2008 CS63                | 8 febbraio 2008  | Mt. Lemmon Survey       |
| 294791 -             | 2008 CE64                | 8 febbraio 2008  | Mt. Lemmon Survey       |
| 294792 -             | 2008 CW66                | 8 febbraio 2008  | CSS                     |
| 294793 -             | 2008 CX70                | 10 febbraio 2008 | Stevens, B. L.          |
| 294794 -             | 2008 CJ71                | 3 febbraio 2008  | LINEAR                  |
| 294795 -             | 2008 CW71                | 9 febbraio 2008  | CSS                     |
| 294796 -             | 2008 CB72                | 9 febbraio 2008  | LINEAR                  |
| 294797 -             | 2008 CC74                | 9 febbraio 2008  | CSS                     |
| 294798 -             | 2008 CD74                | 9 febbraio 2008  | CSS                     |
| 294799 -             | 2008 CR76                | 6 febbraio 2008  | CSS                     |
| 294800 -             | 2008 CS77                | 6 febbraio 2008  | CSS                     |

## 294801-294900
| Nome     | Designazione provvisoria | Data di scoperta | Scopritore        |
| -------- | ------------------------ | ---------------- | ----------------- |
| 294801 - | 2008 CV80                | 7 febbraio 2008  | Spacewatch        |
| 294802 - | 2008 CY82                | 7 febbraio 2008  | Spacewatch        |
| 294803 - | 2008 CV86                | 7 febbraio 2008  | Mt. Lemmon Survey |
| 294804 - | 2008 CN88                | 7 febbraio 2008  | Mt. Lemmon Survey |
| 294805 - | 2008 CR88                | 7 febbraio 2008  | Mt. Lemmon Survey |
| 294806 - | 2008 CX88                | 7 febbraio 2008  | Mt. Lemmon Survey |
| 294807 - | 2008 CW89                | 8 febbraio 2008  | Spacewatch        |
| 294808 - | 2008 CV93                | 8 febbraio 2008  | Mt. Lemmon Survey |
| 294809 - | 2008 CT94                | 8 febbraio 2008  | Mt. Lemmon Survey |
| 294810 - | 2008 CF95                | 8 febbraio 2008  | Mt. Lemmon Survey |
| 294811 - | 2008 CF103               | 9 febbraio 2008  | Spacewatch        |
| 294812 - | 2008 CK108               | 9 febbraio 2008  | CSS               |
| 294813 - | 2008 CK109               | 9 febbraio 2008  | Spacewatch        |
| 294814 - | 2008 CJ117               | 11 febbraio 2008 | Andrushivka       |
| 294815 - | 2008 CQ118               | 19 novembre 2003 | Spacewatch        |
| 294816 - | 2008 CT119               | 14 febbraio 2008 | Tozzi, F.         |
| 294817 - | 2008 CS120               | 6 febbraio 2008  | CSS               |
| 294818 - | 2008 CF121               | 7 febbraio 2008  | Spacewatch        |
| 294819 - | 2008 CC123               | 7 febbraio 2008  | Mt. Lemmon Survey |
| 294820 - | 2008 CS125               | 8 febbraio 2008  | Mt. Lemmon Survey |
| 294821 - | 2008 CU126               | 8 febbraio 2008  | Spacewatch        |
| 294822 - | 2008 CK127               | 8 febbraio 2008  | Spacewatch        |
| 294823 - | 2008 CA136               | 8 febbraio 2008  | Spacewatch        |
| 294824 - | 2008 CH137               | 8 febbraio 2008  | Mt. Lemmon Survey |
| 294825 - | 2008 CM137               | 8 febbraio 2008  | Spacewatch        |
| 294826 - | 2008 CC140               | 8 febbraio 2008  | Mt. Lemmon Survey |
| 294827 - | 2008 CQ141               | 8 febbraio 2008  | Spacewatch        |
| 294828 - | 2008 CC142               | 8 febbraio 2008  | Spacewatch        |
| 294829 - | 2008 CM142               | 8 febbraio 2008  | Spacewatch        |
| 294830 - | 2008 CV143               | 8 febbraio 2008  | Spacewatch        |
| 294831 - | 2008 CW143               | 8 febbraio 2008  | Spacewatch        |
| 294832 - | 2008 CB144               | 8 febbraio 2008  | Spacewatch        |
| 294833 - | 2008 CW144               | 9 febbraio 2008  | Spacewatch        |
| 294834 - | 2008 CC148               | 9 febbraio 2008  | Spacewatch        |
| 294835 - | 2008 CE151               | 9 febbraio 2008  | Spacewatch        |
| 294836 - | 2008 CM151               | 9 febbraio 2008  | Spacewatch        |
| 294837 - | 2008 CV151               | 9 febbraio 2008  | Spacewatch        |
| 294838 - | 2008 CG152               | 9 febbraio 2008  | Spacewatch        |
| 294839 - | 2008 CK152               | 9 febbraio 2008  | Spacewatch        |
| 294840 - | 2008 CH153               | 9 febbraio 2008  | Spacewatch        |
| 294841 - | 2008 CP154               | 9 febbraio 2008  | Mt. Lemmon Survey |
| 294842 - | 2008 CD160               | 9 febbraio 2008  | Spacewatch        |
| 294843 - | 2008 CZ162               | 10 febbraio 2008 | Spacewatch        |
| 294844 - | 2008 CE163               | 10 febbraio 2008 | Spacewatch        |
| 294845 - | 2008 CM165               | 10 febbraio 2008 | Spacewatch        |
| 294846 - | 2008 CK167               | 11 febbraio 2008 | Mt. Lemmon Survey |
| 294847 - | 2008 CS167               | 11 febbraio 2008 | Mt. Lemmon Survey |
| 294848 - | 2008 CM170               | 12 febbraio 2008 | Mt. Lemmon Survey |
| 294849 - | 2008 CC174               | 13 febbraio 2008 | CSS               |
| 294850 - | 2008 CY176               | 9 febbraio 2008  | LINEAR            |
| 294851 - | 2008 CS178               | 6 febbraio 2008  | LONEOS            |
| 294852 - | 2008 CM182               | 11 febbraio 2008 | Mt. Lemmon Survey |
| 294853 - | 2008 CH183               | 11 febbraio 2008 | Mt. Lemmon Survey |
| 294854 - | 2008 CJ188               | 6 febbraio 2008  | CSS               |
| 294855 - | 2008 CD189               | 13 febbraio 2008 | CSS               |
| 294856 - | 2008 CB192               | 2 febbraio 2008  | Spacewatch        |
| 294857 - | 2008 CC193               | 8 febbraio 2008  | Spacewatch        |
| 294858 - | 2008 CO193               | 7 febbraio 2008  | Mt. Lemmon Survey |
| 294859 - | 2008 CQ193               | 7 febbraio 2008  | Mt. Lemmon Survey |
| 294860 - | 2008 CP194               | 11 febbraio 2008 | Mt. Lemmon Survey |
| 294861 - | 2008 CL195               | 1º febbraio 2008 | Spacewatch        |
| 294862 - | 2008 CH196               | 13 febbraio 2008 | Mt. Lemmon Survey |
| 294863 - | 2008 CL197               | 8 febbraio 2008  | Spacewatch        |
| 294864 - | 2008 CU197               | 10 febbraio 2008 | Spacewatch        |
| 294865 - | 2008 CT198               | 12 febbraio 2008 | Mt. Lemmon Survey |
| 294866 - | 2008 CY199               | 13 febbraio 2008 | Spacewatch        |
| 294867 - | 2008 CE200               | 10 febbraio 2008 | Mt. Lemmon Survey |
| 294868 - | 2008 CQ200               | 7 febbraio 2008  | Spacewatch        |
| 294869 - | 2008 CL201               | 3 febbraio 2008  | CSS               |
| 294870 - | 2008 CM201               | 1º febbraio 2008 | Spacewatch        |
| 294871 - | 2008 CN201               | 2 febbraio 2008  | Spacewatch        |
| 294872 - | 2008 CZ201               | 13 febbraio 2008 | Mt. Lemmon Survey |
| 294873 - | 2008 CA203               | 9 febbraio 2008  | Spacewatch        |
| 294874 - | 2008 CH203               | 10 febbraio 2008 | Mt. Lemmon Survey |
| 294875 - | 2008 CK204               | 13 febbraio 2008 | Mt. Lemmon Survey |
| 294876 - | 2008 CQ205               | 1º febbraio 2008 | Spacewatch        |
| 294877 - | 2008 CB209               | 1º febbraio 2008 | LINEAR            |
| 294878 - | 2008 CP211               | 6 febbraio 2008  | CSS               |
| 294879 - | 2008 CX212               | 9 febbraio 2008  | LINEAR            |
| 294880 - | 2008 CO213               | 9 febbraio 2008  | Spacewatch        |
| 294881 - | 2008 CY213               | 10 febbraio 2008 | Mt. Lemmon Survey |
| 294882 - | 2008 CA215               | 12 febbraio 2008 | Spacewatch        |
| 294883 - | 2008 DG2                 | 24 febbraio 2008 | Spacewatch        |
| 294884 - | 2008 DX2                 | 24 febbraio 2008 | Spacewatch        |
| 294885 - | 2008 DO3                 | 24 febbraio 2008 | Spacewatch        |
| 294886 - | 2008 DV7                 | 24 febbraio 2008 | Mt. Lemmon Survey |
| 294887 - | 2008 DA8                 | 24 febbraio 2008 | Mt. Lemmon Survey |
| 294888 - | 2008 DJ8                 | 24 febbraio 2008 | Mt. Lemmon Survey |
| 294889 - | 2008 DN8                 | 24 febbraio 2008 | Spacewatch        |
| 294890 - | 2008 DO8                 | 24 febbraio 2008 | Spacewatch        |
| 294891 - | 2008 DP9                 | 25 febbraio 2008 | Spacewatch        |
| 294892 - | 2008 DC12                | 26 febbraio 2008 | Spacewatch        |
| 294893 - | 2008 DG15                | 26 febbraio 2008 | Mt. Lemmon Survey |
| 294894 - | 2008 DK15                | 26 febbraio 2008 | Mt. Lemmon Survey |
| 294895 - | 2008 DB18                | 26 febbraio 2008 | Mt. Lemmon Survey |
| 294896 - | 2008 DN18                | 26 febbraio 2008 | Mt. Lemmon Survey |
| 294897 - | 2008 DK19                | 27 febbraio 2008 | Spacewatch        |
| 294898 - | 2008 DT19                | 27 febbraio 2008 | Mt. Lemmon Survey |
| 294899 - | 2008 DW19                | 27 febbraio 2008 | LUSS              |
| 294900 - | 2008 DJ21                | 28 febbraio 2008 | Mt. Lemmon Survey |

## 294901-295000
| Nome     | Designazione provvisoria | Data di scoperta | Scopritore        |
| -------- | ------------------------ | ---------------- | ----------------- |
| 294901 - | 2008 DJ23                | 29 febbraio 2008 | OAM               |
| 294902 - | 2008 DQ23                | 24 febbraio 2008 | Spacewatch        |
| 294903 - | 2008 DK24                | 28 febbraio 2008 | Mt. Lemmon Survey |
| 294904 - | 2008 DP26                | 28 febbraio 2008 | Spacewatch        |
| 294905 - | 2008 DW26                | 28 febbraio 2008 | Spacewatch        |
| 294906 - | 2008 DH27                | 29 febbraio 2008 | Mt. Lemmon Survey |
| 294907 - | 2008 DN27                | 28 febbraio 2008 | LINEAR            |
| 294908 - | 2008 DO27                | 27 febbraio 2008 | Mt. Lemmon Survey |
| 294909 - | 2008 DB28                | 24 febbraio 2008 | Spacewatch        |
| 294910 - | 2008 DN28                | 26 febbraio 2008 | Spacewatch        |
| 294911 - | 2008 DD29                | 26 febbraio 2008 | Spacewatch        |
| 294912 - | 2008 DF30                | 26 febbraio 2008 | Spacewatch        |
| 294913 - | 2008 DB34                | 27 febbraio 2008 | Spacewatch        |
| 294914 - | 2008 DF34                | 27 febbraio 2008 | Spacewatch        |
| 294915 - | 2008 DB35                | 27 febbraio 2008 | Spacewatch        |
| 294916 - | 2008 DD35                | 27 febbraio 2008 | Spacewatch        |
| 294917 - | 2008 DK35                | 24 agosto 2005   | NEAT              |
| 294918 - | 2008 DR35                | 27 febbraio 2008 | Spacewatch        |
| 294919 - | 2008 DV35                | 27 febbraio 2008 | Mt. Lemmon Survey |
| 294920 - | 2008 DD37                | 27 febbraio 2008 | Spacewatch        |
| 294921 - | 2008 DU37                | 27 febbraio 2008 | Mt. Lemmon Survey |
| 294922 - | 2008 DV37                | 27 febbraio 2008 | Mt. Lemmon Survey |
| 294923 - | 2008 DQ38                | 27 febbraio 2008 | Spacewatch        |
| 294924 - | 2008 DA39                | 27 febbraio 2008 | Mt. Lemmon Survey |
| 294925 - | 2008 DC39                | 27 febbraio 2008 | Mt. Lemmon Survey |
| 294926 - | 2008 DU39                | 27 febbraio 2008 | Mt. Lemmon Survey |
| 294927 - | 2008 DC40                | 27 febbraio 2008 | Mt. Lemmon Survey |
| 294928 - | 2008 DQ40                | 27 febbraio 2008 | Spacewatch        |
| 294929 - | 2008 DM45                | 28 febbraio 2008 | Spacewatch        |
| 294930 - | 2008 DM47                | 28 febbraio 2008 | Spacewatch        |
| 294931 - | 2008 DD48                | 28 febbraio 2008 | Mt. Lemmon Survey |
| 294932 - | 2008 DE48                | 28 febbraio 2008 | Mt. Lemmon Survey |
| 294933 - | 2008 DB49                | 29 febbraio 2008 | CSS               |
| 294934 - | 2008 DM50                | 29 febbraio 2008 | CSS               |
| 294935 - | 2008 DW52                | 29 febbraio 2008 | Mt. Lemmon Survey |
| 294936 - | 2008 DA54                | 29 febbraio 2008 | Mt. Lemmon Survey |
| 294937 - | 2008 DO54                | 27 febbraio 2008 | CSS               |
| 294938 - | 2008 DY54                | 29 febbraio 2008 | CSS               |
| 294939 - | 2008 DM55                | 26 febbraio 2008 | Mt. Lemmon Survey |
| 294940 - | 2008 DZ56                | 27 febbraio 2008 | CSS               |
| 294941 - | 2008 DW57                | 28 febbraio 2008 | CSS               |
| 294942 - | 2008 DM59                | 27 febbraio 2008 | Mt. Lemmon Survey |
| 294943 - | 2008 DB62                | 28 febbraio 2008 | Spacewatch        |
| 294944 - | 2008 DV64                | 28 febbraio 2008 | Mt. Lemmon Survey |
| 294945 - | 2008 DV66                | 29 febbraio 2008 | Spacewatch        |
| 294946 - | 2008 DL68                | 29 febbraio 2008 | Spacewatch        |
| 294947 - | 2008 DO68                | 29 febbraio 2008 | Spacewatch        |
| 294948 - | 2008 DM69                | 29 febbraio 2008 | Spacewatch        |
| 294949 - | 2008 DO69                | 29 febbraio 2008 | Spacewatch        |
| 294950 - | 2008 DV69                | 29 febbraio 2008 | Spacewatch        |
| 294951 - | 2008 DV70                | 28 febbraio 2008 | CSS               |
| 294952 - | 2008 DQ71                | 24 febbraio 2008 | Spacewatch        |
| 294953 - | 2008 DU80                | 24 febbraio 2008 | Mt. Lemmon Survey |
| 294954 - | 2008 DU81                | 28 febbraio 2008 | Spacewatch        |
| 294955 - | 2008 DR82                | 28 febbraio 2008 | Spacewatch        |
| 294956 - | 2008 DB83                | 28 febbraio 2008 | Mt. Lemmon Survey |
| 294957 - | 2008 DT83                | 28 febbraio 2008 | Mt. Lemmon Survey |
| 294958 - | 2008 DO84                | 28 febbraio 2008 | Spacewatch        |
| 294959 - | 2008 DG85                | 29 febbraio 2008 | Spacewatch        |
| 294960 - | 2008 DT85                | 28 febbraio 2008 | Mt. Lemmon Survey |
| 294961 - | 2008 DZ85                | 27 febbraio 2008 | Spacewatch        |
| 294962 - | 2008 DR86                | 28 febbraio 2008 | Mt. Lemmon Survey |
| 294963 - | 2008 DV86                | 28 febbraio 2008 | Spacewatch        |
| 294964 - | 2008 DT87                | 27 febbraio 2008 | Mt. Lemmon Survey |
| 294965 - | 2008 DS88                | 27 febbraio 2008 | Mt. Lemmon Survey |
| 294966 - | 2008 EU                  | 2 marzo 2008     | Tozzi, F.         |
| 294967 - | 2008 EJ3                 | 1º marzo 2008    | Mt. Lemmon Survey |
| 294968 - | 2008 EK3                 | 1º marzo 2008    | Mt. Lemmon Survey |
| 294969 - | 2008 EO5                 | 1º luglio 2005   | Spacewatch        |
| 294970 - | 2008 EQ5                 | 2 marzo 2008     | Spacewatch        |
| 294971 - | 2008 ER5                 | 2 marzo 2008     | Spacewatch        |
| 294972 - | 2008 EK6                 | 3 marzo 2008     | CSS               |
| 294973 - | 2008 EU6                 | 3 marzo 2008     | Kugel, F.         |
| 294974 - | 2008 EX10                | 1º marzo 2008    | Spacewatch        |
| 294975 - | 2008 EB13                | 1º marzo 2008    | Spacewatch        |
| 294976 - | 2008 EJ14                | 1º marzo 2008    | Spacewatch        |
| 294977 - | 2008 EF15                | 1º marzo 2008    | Spacewatch        |
| 294978 - | 2008 EN15                | 1º marzo 2008    | Spacewatch        |
| 294979 - | 2008 EU15                | 1º marzo 2008    | Spacewatch        |
| 294980 - | 2008 EC16                | 1º marzo 2008    | Spacewatch        |
| 294981 - | 2008 ED16                | 1º marzo 2008    | Spacewatch        |
| 294982 - | 2008 EL16                | 1º marzo 2008    | Spacewatch        |
| 294983 - | 2008 ES16                | 1º marzo 2008    | Spacewatch        |
| 294984 - | 2008 EH17                | 1º marzo 2008    | Spacewatch        |
| 294985 - | 2008 EX19                | 2 marzo 2008     | Spacewatch        |
| 294986 - | 2008 EG20                | 2 marzo 2008     | Spacewatch        |
| 294987 - | 2008 EK20                | 2 marzo 2008     | Spacewatch        |
| 294988 - | 2008 ES20                | 2 marzo 2008     | Spacewatch        |
| 294989 - | 2008 EB21                | 2 marzo 2008     | Spacewatch        |
| 294990 - | 2008 EJ21                | 2 marzo 2008     | Mt. Lemmon Survey |
| 294991 - | 2008 EN22                | 3 marzo 2008     | CSS               |
| 294992 - | 2008 EB23                | 3 marzo 2008     | CSS               |
| 294993 - | 2008 EW26                | 4 marzo 2008     | CSS               |
| 294994 - | 2008 EZ27                | 4 marzo 2008     | Mt. Lemmon Survey |
| 294995 - | 2008 EN32                | 1º marzo 2008    | Spacewatch        |
| 294996 - | 2008 ES32                | 1º marzo 2008    | Spacewatch        |
| 294997 - | 2008 EA33                | 1º marzo 2008    | Spacewatch        |
| 294998 - | 2008 EN35                | 2 marzo 2008     | Mt. Lemmon Survey |
| 294999 - | 2008 EW35                | 3 marzo 2008     | Spacewatch        |
| 295000 - | 2008 EQ36                | 3 marzo 2008     | Spacewatch        |